# Municipio de Perry (condado de Wayne, Indiana)
El municipio de Perry (en inglés: Perry Township) es un municipio ubicado en el condado de Wayne en el estado estadounidense de Indiana. En el año 2010 tenía una población de 835 habitantes y una densidad poblacional de 18,48 personas por km².

## Geografía
El municipio de Perry se encuentra ubicado en las coordenadas 39°58′13″N 85°5′49″O / 39.97028, -85.09694. Según la Oficina del Censo de los Estados Unidos, el municipio tiene una superficie total de 45.18 km², de la cual 45,15 km² corresponden a tierra firme y (0,06 %) 0,03 km² es agua.

## Demografía
Según el censo de 2010, había 835 personas residiendo en el municipio de Perry. La densidad de población era de 18,48 hab./km². De los 835 habitantes, el municipio de Perry estaba compuesto por el 99,28 % blancos, el 0,12 % eran asiáticos y el 0,6 % eran de una mezcla de razas. Del total de la población el 0,48 % eran hispanos o latinos de cualquier raza.